# Meditazione cristiana

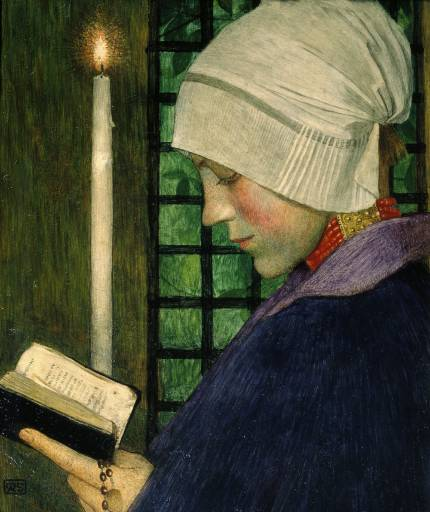
Donna che prega a Candelora (dipinto di Marianne Stokes, 1901).

La meditazione cristiana è una forma di preghiera realizzata come un tentativo sistematico di divenire consapevoli e riflettere sulle rivelazioni di Dio. La parola meditazione deriva dal verbo latino meditārī, che possiede una gamma di significati, tra cui riflettere, studiare e praticare. La meditazione cristiana è quel processo del concentrarsi deliberatamente su pensieri specifici (come per esempio un passo biblico) e riflettere sul loro significato nel contesto dell'amore di Dio.
La meditazione richiede una maggiore riflessione rispetto alla preghiera vocale, ma è più strutturata dei livelli multipli della preghiera contemplativa. Gli insegnamenti di entrambe le Chiese (orientale ed occidentale) hanno enfatizzato l'uso della meditazione cristiana quale elemento per aumentare la conoscenza di Cristo.
La Santa Sede (attraverso i vari dicasteri) ha sempre sottolineato la differenza fra la meditazione cristiana con quelle di altre tradizioni: nel 1989, nella lettera Aspetti della meditazione cristiana, la Congregazione per la Dottrina della Fede ha ammonito sulle incompatibilità potenziali del combinare insieme stili cristiani e non cristiani di meditazione, mentre nel 2003, in Una riflessione cristiana sul “New Age”, il Pontificio Consiglio per la cultura e il dialogo interreligioso ha voluto sottolineare che «la Chiesa evita qualsiasi concetto che sia affine a quelli del New Age».

## Contesto e struttura
La meditazione cristiana implica un esame della vita di Gesù, rendendo grazie e adorando Dio per aver inviato Gesù a salvare l'umanità. Nel suo libro Il castello interiore (Mansioni 6, Capitolo 7) Teresa d'Avila definisce la meditazione cristiana come segue: 

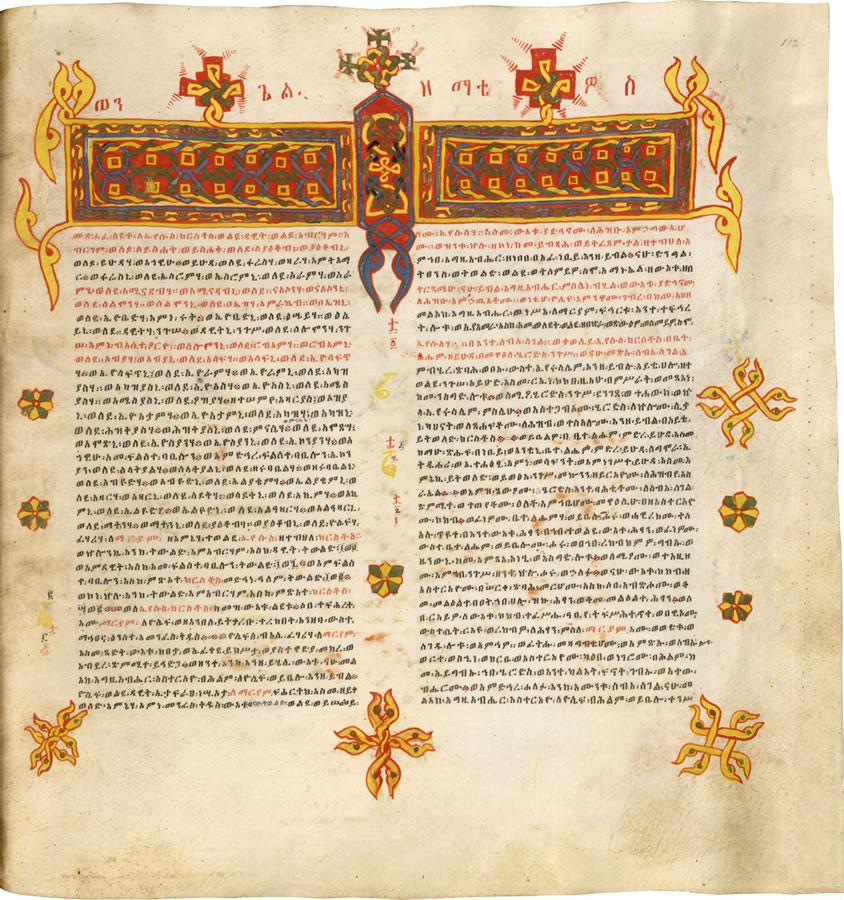
Vangelo di Matteo, ca. 1700.

Citando il Vangelo di Matteo 11:27: «nessuno conosce il Figlio se non il Padre, e nessuno conosce il Padre se non il Figlio e colui al quale il Figlio lo voglia rivelare» e 1 Corinzi 2:12: «Ma noi abbiamo ricevuto lo Spirito di Dio per conoscere tutto ciò che Dio ci ha donato», il teologo Hans Urs von Balthasar spiega il contesto della meditazione cristiana così: 
Basandosi su tale tema, il presbiteriano Edmund P. Clowney ha spiegato che tre dimensioni della meditazione cristiana sono fondamentali, non solo per mostrare il suo carattere distintivo, ma per guidare la sua pratica. La prima è che la meditazione cristiana è fondata sulla Bibbia. Poiché il Dio della Bibbia è un Dio personale che parla in parole di rivelazione, la meditazione cristiana risponde a questa rivelazione e si concentra su questo aspetto. Il secondo segno distintivo di meditazione cristiana è che essa risponde all’«Amore di Dio», seguendo 1 Giovanni 4:19: «Noi amiamo perché egli ci ha amati per primo». Il rapporto personale basato sull'amore di Dio che segna la comunione cristiana viene così esaltato nella meditazione cristiana. La terza dimensione è che le rivelazioni della Bibbia e l'amore di Dio portano all'adorazione di Dio: rendendo la meditazione cristiana un esercizio di lode.
Thomas Merton caratterizzò lo scopo della meditazione cristiana come segue: «Il vero fine della meditazione cristiana è praticamente lo stesso della fine della preghiera liturgica e la ricezione dei sacramenti: un'unione più profonda per grazia e carità con il Verbo Incarnato, che è l'unico Mediatore tra Dio e gli uomini, Gesù Cristo.». Mentre i protestanti vedono la salvezza in termini di «sola fide e sola gratia» sia il cristianesimo occidentale che l'Oriente cristiano vedono un ruolo per la meditazione sul sentiero della salvezza e redenzione. L'Apostolo Paolo affermò nella sua Lettera ai Romani 9:16 che la salvezza proviene solo da «Dio che usa misericordia». La via della salvezza nella meditazione cristiana non è una di dare e avere, e lo scopo della meditazione è quello di portare gioia al cuore di Dio. La Parola di Dio dirige le meditazioni a mostrare i due aspetti dell'amore che piacciono a Dio: obbedienza e adorazione. L'iniziativa di salvezza cristiana sta in Dio e non si medita o ama Dio per ottenere il Suo favore.

### Ruolo dello Spirito Santo
Negli insegnamenti cristiani, si crede che la meditazione coinvolga un'azione inerente dello Spirito Santo che aiuti il cristiano che medita a capire i significati più profondi della Parola di Dio. Nel XII secolo, decenni prima della Scala Claustralium (Scala del monaco) del certosino Guigo II, uno dei suoi predecessori, Guigo I (1083-1136), mise in risalto questa credenza sostenendo che quando inizia la meditazione devota, lo Spirito Santo penetra l'anima del meditante, «trasforma acqua in vino» e mostra la via verso la contemplazione ed una migliore comprensione di Dio.
Nel XIX secolo Charles Spurgeon affermò la sua fede nell'ambito della tradizione protestante e scrisse: «Lo Spirito ci ha insegnato in meditazione di riflettere sul suo messaggio, di mettere da parte, se vogliamo, la responsabilità di preparare il messaggio che dobbiamo dare. Per questo basta fidarsi di Dio.». Nel XX secolo, Hans Urs von Balthasar parafrasò questo insegnamento in questo modo:

I panorami della Parola di Dio si dispiegano alla meditazione cristiana esclusivamente attraverso il dono dello Spirito Divino. Come potremmo capire che cosa vi è in Dio e ci viene rivelato se non per mezzo dello Spirito di Dio che si comunica a noi?

Quale base biblica di questo insegnamento, von Balthasar fa riferimento a 1 Corinzi 2:9-10: «Queste sono le cose che a noi Dio ha rivelate per mezzo dello Spirito; lo Spirito infatti scruta ogni cosa, anche le profondità di Dio».

### Distinzione dalle meditazioni non cristiane

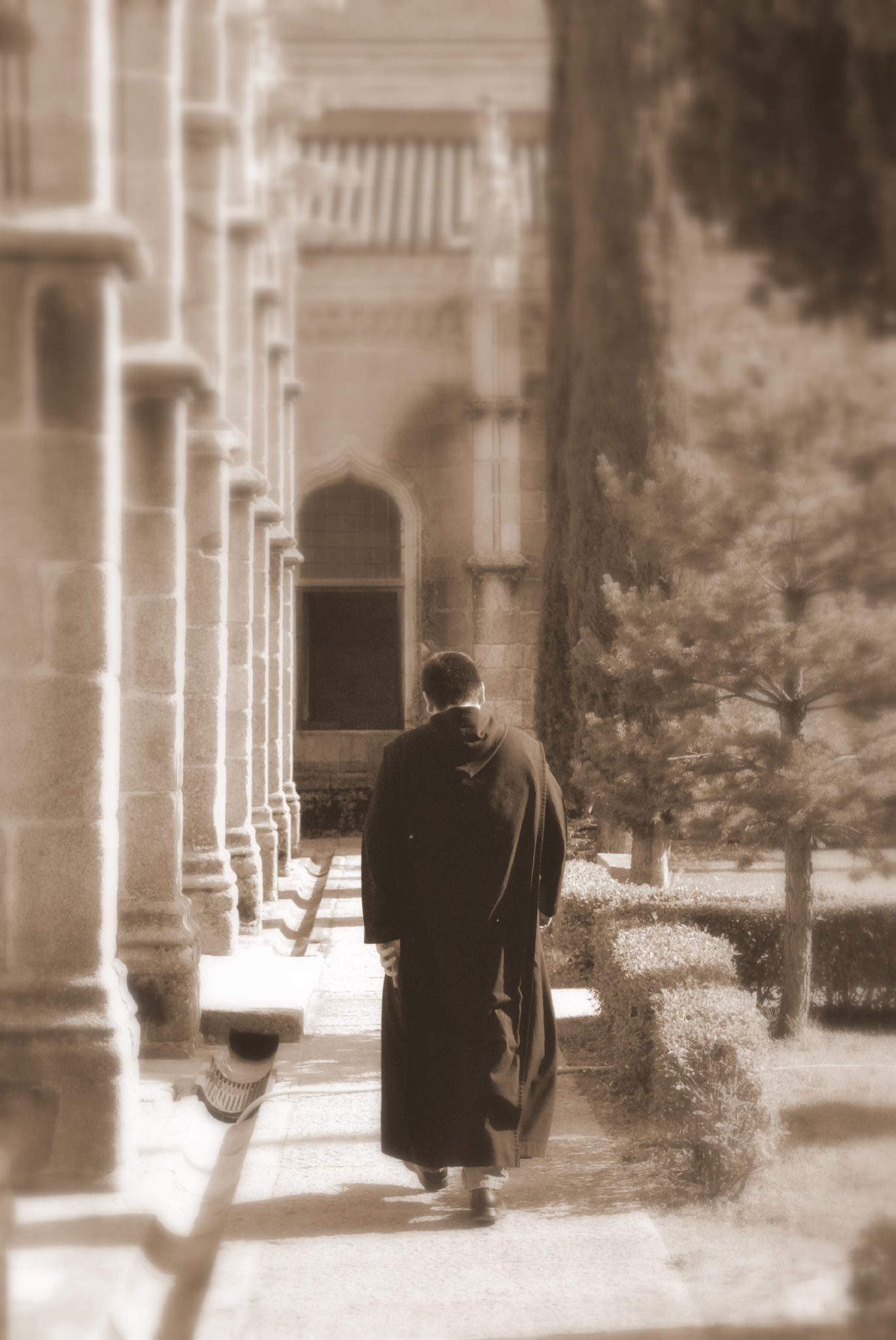
Monaco in un monastero benedettino.

Scrittori e accademici - che si professano apertamente cristiani - precisano che essa è differente dalle forme di meditazione esercitate nelle religioni orientali (come il buddhismo) o nel contesto del New Age. Mentre altri tipi di meditazione possono suggerire approcci atti a disimpegnare la mente, la meditazione cristiana cerca di riempire la mente con pensieri connessi a passi biblici o devozioni cristiane. Sebbene alcuni mistici sia nelle chiese occidentali che in quelle orientali abbiano sensazioni associate all'estasi mentre meditano, (per esempio, la nota estasi meditativa di Teresa d'Avila), Gregorio il sinaita (1260–1346), uno dei padri dell'esicasmo, affermò che lo scopo della meditazione cristiana è «la ricerca di una guida dallo Spirito Santo, al di là del fenomeno minore dell'estasi».
In realtà, benché il fenomeno dell'estasi sia comune a molte esperienze religiose diverse e costituisca il fattore originario che innesca l'esperienza religiosa nell'uomo, esso è per il cristiano cattolico la manifestazione della Grazia di Dio e non dipende dallo sforzo che l'uomo impiega nel cercare di conseguirlo.
Secondo le religioni buddhiste, la meditazione si sviluppa con due pratiche differenti: l'una volta a conseguire la concentrazione (dhyana) e l'altra volta a conseguire saggezza (prajna) dove per "concentrazione" si intende la capacità della mente di concentrarsi sopra un unico soggetto e conseguire l'estasi, e per "saggezza" si intende la "visione del mondo" tipica delle scuole filosofiche buddhiste. La pratica di concentrazione consiste nel focalizzarsi sopra un unico oggetto fino a conseguire la stabilità del pensiero, mentre la pratica volta a conseguire la saggezza si concretizza nella riflessione attenta sulle idee filosofiche buddhiste (ad esempio, impermanenza e assenza del Sé). Un regime di coltivazione che include entrambe le pratiche conduce a uno stato di "distacco" dal mondo. Da questo punto di vista, appare evidente come la principale differenza tra meditazione cristiana e meditazione buddhista è -per il buddhista- l'assenza delle concezioni filosofiche orientali che sono sostituite dalle concezioni religiose e filosofiche tipiche del cristianesimo.
Insegnamenti cristiani moderni sulla meditazione a volte includono una critica specifica degli stili trascendentali, per esempio il biblista John Bertram Phillips (1906–1982) afferma che la meditazione cristiana implica l'azione dello Spirito Santo nei passi biblici e ammonisce contro gli approcci che "disinnestano la mente" dalle scritture. Secondo Edmund Clowney (1917–2005), la meditazione cristiana si contrasta con gli stili cosmici della meditazione orientale tanto radicalmente quanto la rappresentazione di Dio Padre della Bibbia differisce dalle discussioni su Krishna o Brahman negli insegnamenti indiani. A differenza delle meditazioni orientali, la maggior parte degli stili di meditazioni cristiane hanno lo scopo di stimolare il pensiero e approfondire il significato. La meditazione cristiana si propone di aumentare il rapporto personale basato sull'amore di Dio che segna la comunione cristiana. Secondo Clowney è la ricerca della saggezza, non l'estasi, che identifica il percorso della meditazione cristiana, una saggezza ricercata nel "Cristo della Scritture e nella Scritture del Cristo".
Nel 1989 un documento noto principalmente come Aspetti della meditazione cristiana chiarificò la posizione del Sant'Uffizio in merito alle differenze tra gli stili cristiani ed orientali della meditazione. Il documento, emesso in forma di lettera a tutti i Vescovi cattolici, sottolinea le differenze tra gli approcci meditativi cristiani e quelli orientali. Mette in guardia contro i pericoli di tentare di mescolare la meditazione cristiana con l'orientale, poiché potrebbe risultare ambigua e fuorviante, producendo anche la perdita della natura essenzialmente cristocentrica della meditazione stessa. La lettera avvertì che gli stati euforici raggiunti con la meditazione orientale non dovevano esser confusi con la preghiera e considerati come manifestazioni della possibile presenza di Dio, uno stato che risulta sempre in un servizio amorevole e caritatevole verso gli altri. Senza queste verità, continuava la lettera, la meditazione, che dovrebbe essere una uscita dall'ego verso l'abnegazione e l'altruismo, può invece degenerare verso una forma di concentrazione su sé stessi.

## Riferimenti dell'Antico Testamento
Nell'Antico Testamento, esistono due parole ebraiche per "meditazione": hāgâ (in ebraico הגה‎?), che significa sospirare o sussurrare, ma anche meditare, e sîḥâ (in ebraico שיחה‎?), che significa ponderare, o ripetere in mente. Quando la Bibbia ebraica venne tradotta in greco, hāgâ divenne il greco melete che enfatizzava il movimento meditativo nelle profondità del cuore umano. Melete era un monito che non si doveva mai far diventare la meditazione una formalità. La Bibbia latina successivamente tradusse hāgâ / melete con meditatio.
La Bibbia cita meditare o meditazione circa venti volte, quindici volte solo nel Libro dei Salmi. Quando la Bibbia cita la meditazione, spesso menziona l'obbedianza subito dopo. Un esempio si trova nel Libro di Giosuè1:8: «Non si allontani dalla tua bocca il libro di questa legge, ma mèditalo giorno e notte.».

## Storia
Durante il Medioevo, le tradizioni monastiche sia del cristianesimo occidentale che di quello orientale si spostarono dalla preghiera vocale progredendo verso la meditazione cristiana. Tale progressione risultò in due pratiche meditative distinte e differenti: la Lectio Divina in Occidente e l'esicasmo in Oriente. L'esicasmo comporta la ripetizione della Preghiera di Gesù, ma la Lectio Divina utilizza diversi brani delle Scritture in tempi diversi e, sebbene un passo possa essere ripetuto un paio di volte, la Lectio Divina non è di natura ripetitiva.

I quattro tempi della Lectio divina: lettura, meditazione, preghiera, contemplazione.

La progressione dalla lettura biblica alla meditazione, all'amore per Dio, venne descritta formalmente per la prima volta da Guigo II, un monaco certosino che morì nel tardo XII secolo. il libro di Guigo II Scala Claustralium (La scala del monaco) è considerata la prima descrizione della preghiera metodica nella tradizione mistica occidentale.
Nell'oriente cristiano, le tradizioni monastiche di "preghiera costante" che risalgono ai Padri del Deserto e a Evagrio Pontico stabilirono la pratica dell'esicasmo e influenzarono il libro di Giovanni Climaco Klimax tou Paradeisou (Scala del Paradiso), composto in lingua greca su richiesta dell'abate di Raithu nel VII secolo. Queste preghiere meditative furono promosse e affermate da Gregorio Palamas nel XIV secolo.
I metodi della "preghiera metodica" insegnata dal gruppo Devotio moderna nell'Europa settentrionale entrò in Spagna e venne conosciuta nel XVI secolo. Il libro Imitazione di Cristo si diffuse in Spagna col titolo Contemptus mundi e mentre Teresa probabilmente all'inizio non conosceva i metodi di Guigo II, venne certamente influenzata dai suoi insegnamenti tramite le opere di Francisco de Osuna che studiò. Il contemporaneo e collaboratore di Teresa, Giovanni della Croce continuò la tradizione di Guigo II e insegnò le 4 fasi della Lectio divina. Col XIX secolo, l'importanza della meditazione biblica si era fermamente stabilita anche nella tradizione spirituale protestante.
Durante il XVIII secolo e l'inizio del XIX, alcuni componenti della meditazione avevano iniziato a essere deenfatizzata in alcuni rami del cristianesimo occidentale. Tuttavia la prima metà del XX secolo vide una rinascita di approcci simili alla Lectio divina con libri e articoli diretti al pubblico in generale.
Nel 1965, uno dei principali documenti del Secondo Concilio Vaticano, la costituzione dogmatica Dei Verbum (Parola di Dio), dava risalto all'uso della Lectio divina e nel 40º anniversario del Dei Verbum nel 2005, Papa Benedetto XVI ha riaffermato la sua importanza.

## Approcci alla meditazione
Un certo numero di santi e personaggi storici hanno seguito e presentato specifici approcci alla meditazione cristiana. Sia gli insegnamenti cristiani orientali e che quelli occidentali hanno sottolineato l'uso della meditazione come un elemento per aumentare la conoscenza di Cristo. Gli Esercizi spirituali di Ignazio di Loyola utilizzano immagini mentali meditative, con l'obiettivo di conoscere Cristo più intimamente e amarlo con più ardore. Nella sua opera Camino de Perfección, Teresa d'Avila insegnò alle sue monache come cercare di conoscere Cristo usando la meditazione e la preghiera mentale. La preghiera e la meditazione esicastiche continuano ad essere usate nella tradizione ortodossa orientale come pratica spirituale che facilita la conoscenza di Cristo.

### Ignazio di Loyola
Gli Esercizi spirituali di Ignazio di Loyola (1491-1556), fondatore dei gesuiti, contiene numerosi esercizi meditativi, che a tutt'oggi rimangono una parte integrante del periodi di formazione di Noviziato presso l'ordine religioso cattolico della Compagnia di Gesù.
Gli esercizi sono intesi come note per guidare un direttore spirituale a preparare qualcun altro all'esperienza della meditazione cristiana. Tale esperienza per intero prende circa 30 giorni e spesso richiede colloqui quotidiani col proprio direttore. La procedura inizia con una considerazione sullo scopo della propria vita e la relazione con il resto della creazione. Segue una settimana di meditazione sui peccati e le conseguenze. Poi viene un periodo di meditazione sugli avvenimenti della vita di Gesù e un altro periodo per pensare alle sue sofferenze e morte. La settimana finale è dedicata a rallegrarsi nella gioia della Resurrezione e in conclusione a riflettere sull'amore di Dio e come rispondere a tale amore.
Gli esercizi spesso utilizzano immagini per entrare in una scena biblica. Per esempio, il praticante viene incoraggiato a visualizzare e meditare su scene importanti della vita di Cristo, a volte chiedendo domande a Cristo sulla croce, durante la crocifissione. La potenza dell'immaginario riesce a condurre il fedele a profonde sensazioni di meditazione interiore, con risultati consolatori e di grande devozione.

### Teresa d'Avila

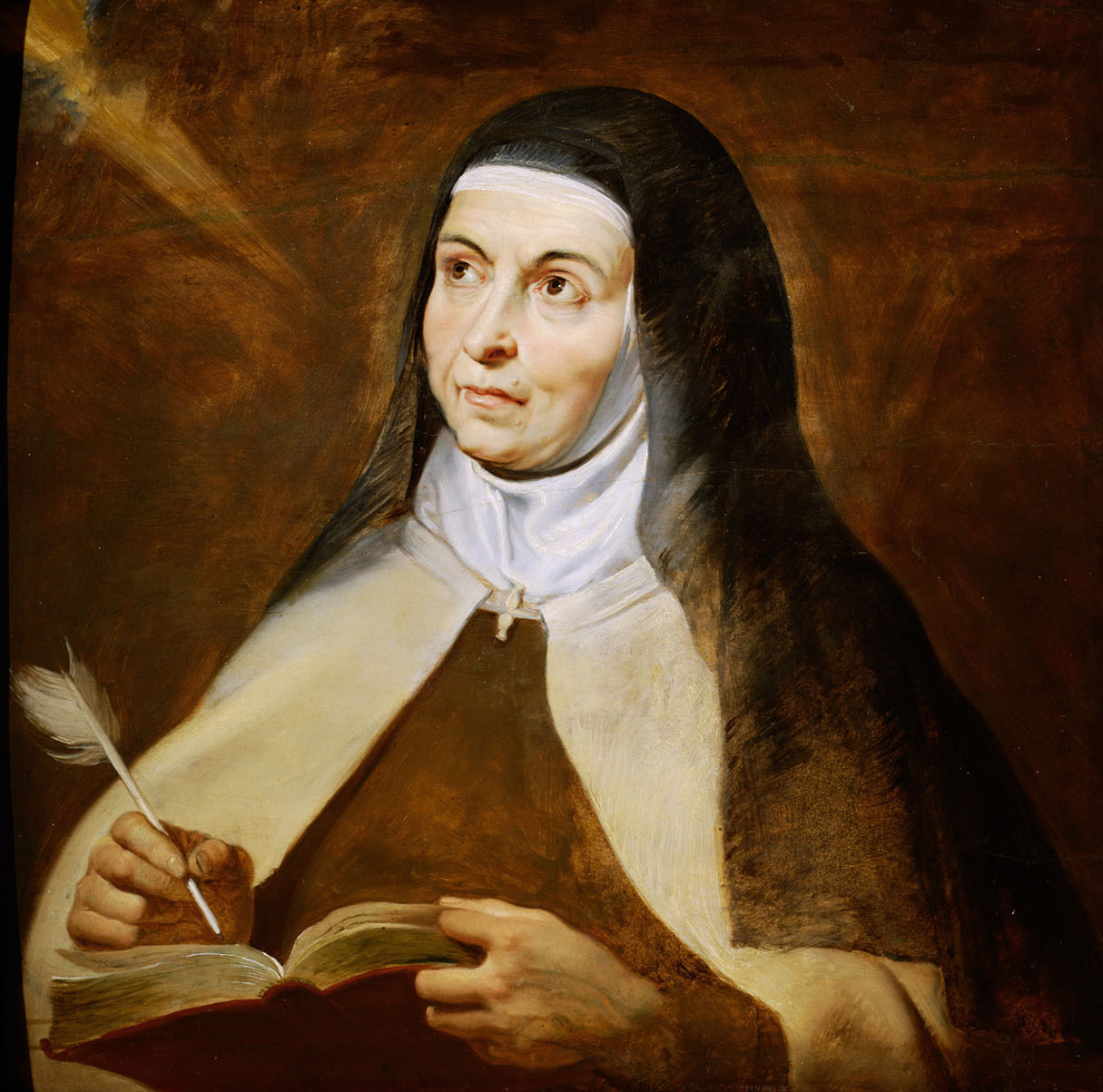
Teresa d'Avila dipinta da Rubens, 1615. Teresa viene spesso considerata una delle più importanti mistiche cristiane.

Teresa d'Avila (1515-1582), dottore della Chiesa, praticava la preghiera contemplativa per periodi di un'ora per volta, due volte al giorno. Teresa credeva che nessuno che fosse fedele alla pratica di meditazione potesse perdersi l'anima. I suoi scritti sono reputati insegnamenti fondamentali per la spiritualità cristiana.
Teresa insegnava alle sue suore di meditare con preghiere specifiche. Le sue preghiere descritte nel Camino de Perfección implicano meditazione su un dato mistero nella vita di Gesù e si basano sulla fede che "Dio è in noi", una verità che Teresa disse di aver imparato da Agostino.
Nella sua Vita, scrisse di aver imparato dalle istruzioni date nel libro Il terzo alfabeto spirituale - del frate Francisco de Osuna - che si collega al misticismo francescano. Il suo punto di partenza per la pratica del "raccoglimento", cioè il mantenere i sensi e l'intelletto sotto controllo, senza distrazioni. Nell sue meditazioni, si concentra l'attenzione ad un solo tema, principalmente l'amore di Dio. Nella Via della perfezione Teresa scrisse: "Si chiama raccoglimento perché l'anima raccoglie insieme tutte le facoltà ed entra in sé stessa per stare con Dio". Utilizzava sistemi come brevi letture, una scena di bellezza naturale, o una statua religiosa o un'immagine, per ricordarsi di mantenere viva la sua concentrazione. Scrisse che, a tempo debito, la mente impara naturalmente a mantenere la concentrazione su Dio quasi senza sforzo.
Teresa vide la meditazione cristiana come il primo di quattro fasi per ottenere l"unione con Dio" e usò l'analogia dell'irrorazione del giardino. Paragonò la meditazione di base all'innaffiare il giardino con un secchio, il Raccoglimento alla ruota idraulica, il Silenzio (contemplazione) alla sorgente d'acqua e l‘Unione ad un acquazzone.

### Francesco di Sales
Francesco di Sales (1576-1622) usava un approccio in quattro parti alla meditazione cristiana basato sulla "preparazione", "considerazione", "affezioni e risoluzioni" e "conclusioni":
- Nella parte della preparazione, colui che medita si pone alla presenza di Dio e chiede allo Spirito Santo di condurre la preghiera, come nella Lettera ai Romani 8:26[77]: «Lo Spirito sovviene alle nostre debolezze, perché non sappiamo ciò che dobbiamo chiedere in preghiera, come si conviene, ma lo Spirito stesso intercede per noi con sospiri ineffabili.».
- Nella parte della considerazione, ci si concentra su un tema specifico, per esempio un passo della Bibbia.
- Nella parte delle affezioni e risoluzioni, ci si focalizza sui sentimenti e si prendono risoluzioni o decisioni. Per esempio, quando si medita sulla Parabola del buon samaritano si potrebbe decidere di visitare qualche malato ed esser loro di assistenza.
- Nella parte della conclusione, si rende grazie e lode a Dio per le considerazioni e si chiede la grazia di mantener fede alla proprie risoluzioni.

## Problematiche confessionali

### Chiesa cattolica

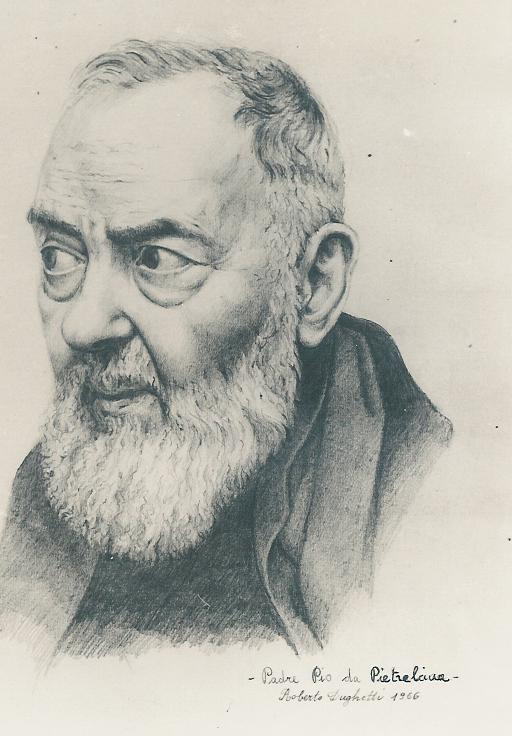
Padre Pio affermò: «Mediante lo studio dei libri si cerca Dio, con la meditazione lo si trova».

Tommaso d'Aquino (1225–1274) disse che la meditazione è necessaria per devozione, ed il Secondo Concilio Vaticano ha raccomandato la "meditazione fedele sulla parola di Dio" come parte della formazione spirituale dei seminaristi.
Giovanni della Croce (1542–1591), confratello e collaboratore di Teresa d'Avila, considerava la meditazione cristiana un passo necessario verso l'unione con Dio e scrisse che quelle persone maggiormente avanzate spiritualmente hanno sempre bisogno di tornare regolarmente alla meditazione.

Il Catechismo della Chiesa Cattolica (CCC) incoraggia la meditazione come forma di preghiera: «La meditazione è soprattutto una ricerca. Lo spirito cerca di comprendere il perché e il come della vita cristiana, per aderire e rispondere a ciò che il Signore chiede.» (CCC 2705) ed il cristiano deve sviluppare un desiderio costante di meditare e farlo regolarmente: 
(CCC 2707)

Dando risalto alla unione con Dio, continua: 
(CCC 2708)
La preghiera meditativa è differente dalla preghiera contemplativa (cfr. CCC 2709- 2724).
All'interno del contesto spirituale cattolico, è attivo da molti anni il controverso movimento dei Ricostruttori nella Preghiera che si sforza di introdurre nel proprio ambito, una serie di pratiche meditative e ascetiche ricavate da varie tradizioni orientali che includono l'utilizzo di mantra indiani e l'esercizio di posizioni dello yoga.

#### Meditazioni eucaristiche

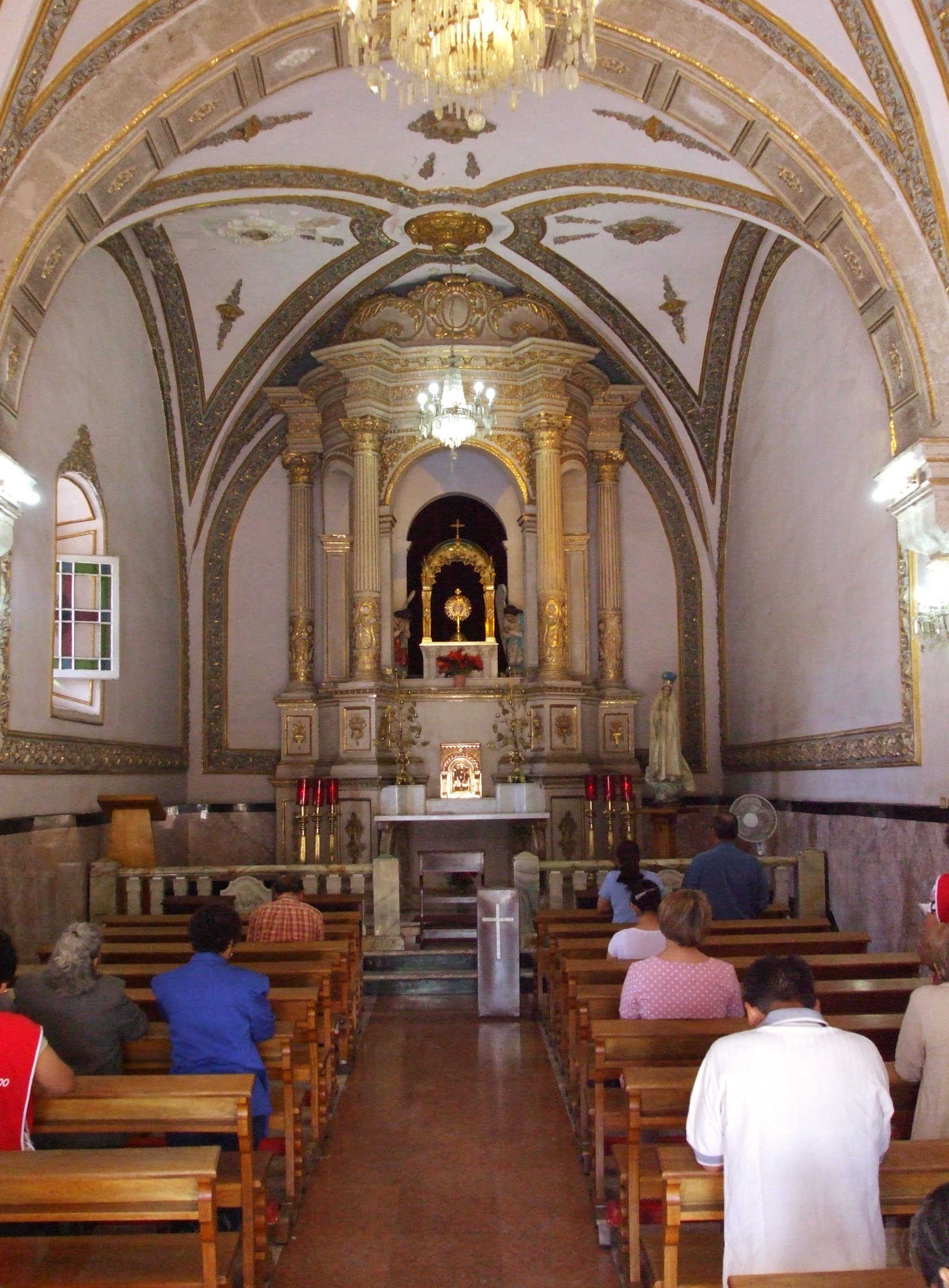
Adorazione eucaristica e meditazione, Cattedrale di Chihuahua, Messico.

La meditazione cristiana esercitata insieme all'adorazione eucaristica al di fuori della Messa è stata descritta in numerose opere di letteratura cattolica, specialmente dal XVIII secolo in poi. Le meditazioni eucaristiche dei due santi Pierre-Julien Eymard e Giovanni Maria Vianney (entrambi promotori dell'Eucaristia) furono pubblicate come libri.
Teresa di Lisieux era devota alla meditazione eucaristica e il 26 febbraio 1895, poco prima di morire, scrisse a memoria e senza una minuta il suo capolavoro poetico "Vivere per amore" che aveva composto durante la meditazione eucaristica.
Porzioni significative degli scritti della Venerabile Concepcion Cabrera de Armida 1862-1937) si basano sulle sue adorazioni del Santissimo Sacramento. Similmente, nel suo libro L'Eucaristia: vero gioiello di spiritualità eucaristica Maria Barba, in religione Maria Candida dell'Eucaristia (1884–1949) (che fu beatificata da papa Giovanni Paolo II), scrisse delle sue esperienze personali e delle sue riflessioni sulla meditazione eucaristica.

#### Meditazioni del Rosario
La meditazione è parte integrante del rosario. Tale metodo di meditazione consiste nel processo di riflessione sui misteri del rosario. Con la pratica, la riflessione gradualmente si può trasformare in contemplazione dei misteri. La pratica di meditazione durante la recitazione ripetitiva di Ave Maria risale ai certosini del XV secolo e venne presto adottata anche dai domenicani. A partire dal XVI secolo la pratica della meditazione durante il rosario si era sparsa in tutta l'Europa ed il libro Meditazioni del Rosario della Gloriosa Maria Virgine stampato nel 1569 per conto della confraternita del rosario di Milano, fornì una meditazione individuale ad accompagnare ciascun grano o preghiera.
L'approccio meditativo di Teresa d'Avila che si concentra sul «favore che Dio ci ha concesso dandoci il Suo unico Figlio» può esser considerato come la base della maggior parte di meditazioni scritturali sul rosario. Nella sua enciclica del 2002 Rosarium Virginis Mariae, Papa Giovanni Paolo II ha posto il rosario al centro della spiritualità cristiana. Enfatizzando che lo scopo finale della vita cristiana è quello di essere trasformati, o "trasfigurati", in Cristo, il Papa ha scritto che il rosario aiuta i credenti ad avvicinarsi di più a Cristo, contemplandolo. Ha detto inoltre che il rosario ci unisce alle preghiere di Maria stessa, che alla presenza di Dio prega con noi e per noi. e ha aggiunto: «Recitare il Rosario, infatti, non è altro che contemplare con Maria il volto di Cristo.».

### Cristianesimo orientale

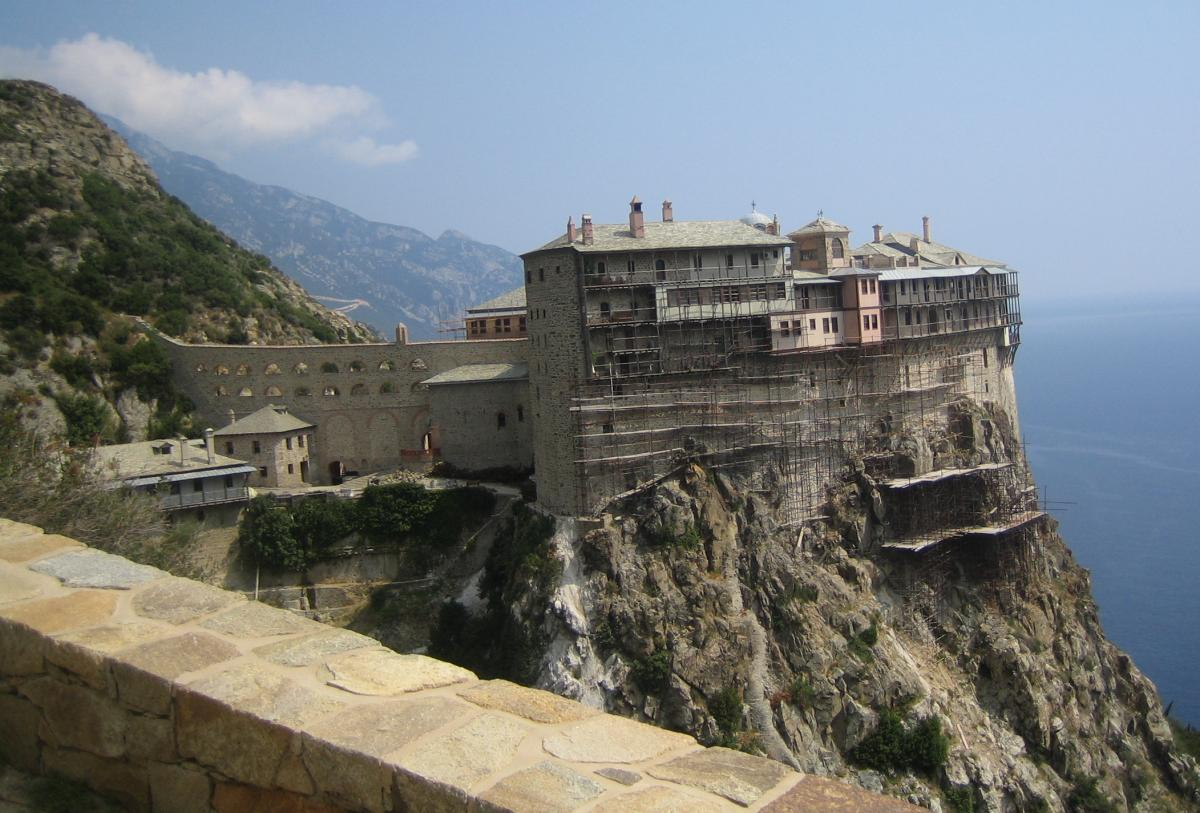
Monastero di Simonopetra sul Monte Athos.

Durante l'Impero Bizantino, tra il X e il XIV secolo, una tradizione di preghiera chiamata esicasmo si sviluppò, particolarmente sul Monte Athos in Grecia, e continua tuttora. Gregorio del Sinai è considerato dalla maggioranza degli studiosi quale fondatore dell'approccio esicastico alla preghiera. tale tradizione utilizza posizioni corporee particolari e rituali di respirazione, accompagnati dalla ripetizione di una breve preghiera (tradizionalmente la 'Preghiera di Gesù'), dando adito a suggestioni che possano essere stati influenzati da approcci indiani. «Mentre alcuni potrebbero confrontarla [la preghiera esicasta] con un mantra, usare la Preghiera di Gesù in tal modo è volerne violare lo scopo. Uno non deve mai di trattarla come una stringa di sillabe per le quali il significato di 'superficie' è secondario. Analogamente, la ripetizione vuota è considerata senza valore (o anche spiritualmente dannosa) nella tradizione esicastica». Piuttosto, deve essere nello spirito di un vero mantra. A questo stile di preghiera inizialmente si oppose Barlaam in Calabria, ma fu difeso da Gregorio Palamas. Derivando da ἡσυχασμός, hesychasmos (da ἡσυχία hesychia, «calma, pace, tranquillità, assenza di preoccupazione»), l'esicasmo continua ad essere praticato dalla Chiesa ortodossa e altre confessioni orientali di rito bizantino. L'esicasmo non ha ottenuto notorietà o importanza nel cristianesimo occidentale.
Nell'esicasmo, la Preghiera di Gesù, che consiste della frase: "Signore Gesù Cristo, Figlio di Dio, abbi pietà di me, peccatore!" viene ripetuta per un dato periodo di tempo o un dato numero di volte. L'esicasmo viene messo a confronto con le forme più mentali o immaginative della meditazione cristiana in cui la persona è incoraggiata ad immaginare o ponderare eventi della vita di Gesù o detti del Vangelo. A volte l'esicasmo è stato paragonato alle tecniche meditative delle religioni orientali ed è possibile che ci siano interazioni tra gli esicasti ed i sufi, ma ciò non è stato provato.

### Altri approcci
John Main O.S.B. (1926-1982) è stato un monaco benedettino e sacerdote, che ha presentato un modo di meditazione cristiana che usa una frase fissa di preghiera o mantra. Questo approccio è stato poi usato da gruppi che sono diventati la World Community for Christian Meditation ("Comunità Mondiale per la Meditazione Cristiana").